# Chinesisches Bienenmuseum
Das Chinesische Bienenmuseum (chinesisch 中国蜜蜂博物馆, Pinyin Zhongguo mifeng bowuguan, englisch China Honey Bee Museum) befindet sich im Pekinger Stadtbezirk Haidian im Botanischen Garten Peking in den Xiangshan (Duftenden Bergen), dort westlich des Wofo-Tempels. Es wurde 1993 erbaut und gehört zum Bienenforschungsinstitut der Chinesischen Akademie für Agrarwissenschaften (中国农业科学院蜜蜂研究所馆,  Zhongguo nongye kexueyuan Mifeng yanjiusuo).
Die Ausstellungshalle umfasst 150 Quadratmeter und ist unterteilt in drei Ausstellungsräume, worin über 500 Fotografien und mehr als 700 Ausstellungsstücke zum Ursprung der Biene mit Fossilien, zur Geschichte der Apikultur (bzw. Imkerei), den Beziehungen zwischen Honigbiene und Menschen, Chinas Apikultur, Biologie der Honigbiene, Apikulturtechnologie, Bestäubung, Bienenprodukten und Bienentherapie, Errungenschaften und Forschungsergebnisse der modernen chinesischen Apikultur usw. zu sehen sind.